# Alessio Sardelli
Alessio Sardelli (Firenze, 11 luglio 1956) è un attore italiano.

## Biografia
Formatosi alla scuola di Orazio Costa, entra nel C.U.T. e viene diretto da Lucio Chiavarelli in vari spettacoli teatrali, successivamente recita in varie compagnie regionali fra cui quella del regista Gianfranco Pedullà del teatro Popolare d'Arte di Firenze per poi iniziare la sua carriera romana nel 1999 con Gigi Proietti in Dramma della gelosia (tutti i particolari in cronaca), spettacolo inaugurale del Teatro Brancaccio, con Sandra Collodel, Pino Quartullo, Pierfrancesco Favino a cui subentrò Edoardo Leo, per proseguire poi con il Falstaff e le allegre comari di Windsor, accanto a Giorgio Albertazzi.
Di Shakespeare seguiranno Macbeth, accanto a Massimo Venturiello e Mariangela D'Abbraccio; La bisbetica domata, con Glauco Onorato e Nicola Pistoia per la regia di Alessandro Capone; La dodicesima notte, con Oreste Lionello; Il mercante di Venezia nella parte di Shylock per la regia di Riccardo Massai nella cornice del Giardino di Boboli di Firenze dove ricevette un plauso da una spettatrice di eccezione: Anna Anni, costumista di Orson Welles e Franco Zeffirelli, dichiarando che l'interpretazione del mercante era una delle migliori che aveva visto in assoluto; I due gentiluomini di Verona per la regia di Francesco Sala, adattamento di Vincenzo Cerami e con le musiche di Nicola Piovani, La tempesta per la regia di Daniele Salvo, Riccardo III per la regia di Marco Carniti, Sogno di una notte di mezza estate e Le allegre comari di Windsor per la regia di Riccardo Cavallo sempre al Globe Theatre di Roma sotto la direzione artistica di Gigi Proietti. Lo stesso Proietti lo dirigerà nello spettacolo La mostra, insieme a Simona Marchini.
Nel 2014 interpreta Usciere e Attore della compagnia al Teatro della Pergola di Firenze in Sei personaggi in cerca d'autore di Luigi Pirandello per la regia di Gabriele Lavia. Nel 2018 decide di portare in teatro in tutta Italia la sua vita artistica sportiva, dato che negli anni '70 è stato campione italiano assoluto di doppio e più volte nella nazionale italiana di tennistavolo partecipando a campionati europei assoluti e giovanili. Lo spettacolo si intitola Ping Pong oltre la rete, scritto da Alessandro Fani. Nel 2020 ha interpretato Giovanni Villani, il celebre cronista del 1300, nella docufiction Alighieri Durante, detto Dante, scritto e condotto da Alessandro Barbero per Rai Storia e la regia di Graziano Conversano. Nel 2021 e 2022 è in tournée con lo spettacolo Il rompiballe di Francis Veber per la regia di Nicola Pistoia e Paolo Triestino. Nell'estate 2022, sempre al Gigi Proietti Globe theatre di Roma, con il nuovo direttore artistico Nicola Piovani, è in scena ancora con Falstaff e Sogno di una notte di mezza estate.

## Filmografia

### Televisione
- Chiara e gli altri, regia di Gianfrancesco Lazotti – serie TV, 1 episodio (1991)
- Mio padre è innocente, regia di Vincenzo Verdecchi – film TV (1997)
- Via Zanardi, 33, regia di Antonello De Leo e Andrea Serafini – sitcom (2001)
- Il terzo segreto di Fatima, regia di Alfredo Peyretti – film TV (2001)
- Casa famiglia – serie TV (2001)
- Distretto di Polizia – serie TV (2002, 2005, 2008)
- Volersi bene, regia di Luca Manfredi (2003)
- Carabinieri – serie TV (2003)
- Grandi domani – serie TV (2005)
- Questa è la mia terra – serie TV (2006)
- Butta la luna – serie TV (2007)
- I delitti del BarLume – serie TV (2018, 2020)
- Pezzi unici – serie TV (2019)
- L'ultima de' Medici, regia di Tobia Pescia – miniserie TV (2020)
- Alighieri Durante, detto Dante, regia di Graziano Conversano – documentario (2020)
- Leopardi - Il poeta dell'infinito, regia di Sergio Rubini – miniserie TV (2025)

### Cinema
- The Accidental Detective, regia di Vanna Paoli (2003)
- La mia vita a stelle e strisce, regia di Massimo Ceccherini (2004)
- Non ci credo, regia di Vanna Paoli (2006)
- La città ideale, regia di Luigi Lo Cascio (2012)
- Buongiorno papà, regia di Edoardo Leo (2013)
- La brutta copia, regia di Massimo Ceccherini (2013)
- L'ospite, regia di Ugo Frosi (2015)
- Einstein nichten, regia di Friedemann Fromm (2017)
- Ti proteggerò, regia di Daniele Di Stefano (2017)